# Oleksandr Xovkovski
Oleksandr Volodímirovitx Xovkovski (en ucraïnès: Шовковський Олександр Володимирович) (2 de gener de 1975, Kíiv), és un futbolista ucraïnès. Ha jugat pel Dinamo de Kíiv des de 1994 de forma permanent i és internacional absolut d'Ucraïna.

## Trajectòria
Xovkovski es va graduar a l'acadèmia de futbol del Dinamo de Kíiv. Des que era un adolescent fins ara, Oleksandr Xovkovski, ha jugat pel Dinamo. De fet, és el jugador amb més partits de la història del club. Va anar escalant des de divisions infantils fins a convertir-se en part del seu club favorit el 1993. El 1994, va tenir una petita incursió amb el FC Arsenal Kyiv per després tornar al club per estar-s'hi fins a l'actualitat. Per l'any següent al seu debut, se'l va trucar per representar la selecció de futbol d'Ucraïna. En la millor etapa de la seva carrera, va ser un indiscutible al primer equip del Dínamo, tret d'alguns partits perduts per lesions. Xovkovski és famós per la seva peculiar habilitat per parar penals. Fa poc, Xovkovski va ser elegit com el millor jugador d'un torneig organitzat a Israel el 2008, torneig que va guanyar el Dynamo contra l'etern rival: el Xakhtar Donetsk. El partit va acabar en empat i a la definició per penals, Oleksandr en va parar tres.

## Internacional
Ha estat internacional amb la selecció de futbol d'Ucraïna, ha jugat 89 partits internacionals.